# Ƙ
La Ƙ (minúscula: ƙ) es una letra del alfabeto latino extendido, utilizada en hausa para representar el sonido eyectivo de k [kʼ].
Anteriormente se usaba en el Alfabeto Fonético Internacional para representar una implosiva velar sorda (actualmente [ɠ̊]), pero fue retirada en 1993.

## Uso
En el Alfabeto Fonético Internacional, ƙ a veces se usa para representar una consonante oclusiva eyectiva velar sorda que se representa oficialmente por [ɠ̥] o [ɠ̊].
A la Edad Media en nórdico antiguo, en particular en el manuscrito AM 132 fol. de Möðruvallabók, una ligadura de kſ con una forma similar a ƙ, o más frecuentemente de ꝁẝ con una forma de ƙ barrada, se usó como un signo de abreviatura para konungs.

## Codificacion
| formas    | representaciónes | Codificacion | descripción                         |
| --------- | ---------------- | ------------ | ----------------------------------- |
| Mayúscula | Ƙ                | U+0198       | letra mayúscula latina k con gancho |
| minúscula | ƙ                | U+0199       | letra minúscula latina k con gancho |

También se puede representar en codificaciones antiguas. :
- ISO 6438 :
  - Mayúscula Ƙ : C0
  - minúscula ƙ : D0